# 三賀勝稔
三賀 勝稔（さんが かつとし、1966年1月7日 - ）は日本のミュージシャン。
日本のロックバンド、DANGER、LOOPUSのベーシストとして知られ、SUNGERの愛称で呼ばれている。血液型はA型。

## 略歴
1989年にDANGERに参加し、「HOT WAVE FISTIVAL IN BUDOKAN」での武道館公演等を行うが、1993年解散。その後、尾上賢（ex katze）などのサポートメンバーをつとめた。1995年に宙也＆Zero db（のちのLOOPUS）に参加し、現在も活動を続けている。2006年には宙也、伊藤秀孝らと、PARALLEL PARADOXを結成。

## 参加した主なバンド
- DANGER（1989〜1993）
- LOOPUS(1995〜)
- PARALLEL PARADOX（2006〜）
- MachuPicchu（2001〜2003）
- Temporary storages（2001〜）